# Prirodni rezervat
Prirodni rezervat (ili rezervat prirode) je područje koje je zaštićeno zbog svog značaja za floru i faunu, te geološkog ili nekog drugog posebnog interesa.
Prema Upisniku zaštićenih područja Ministarstva zaštite okoliša i prirode (stanje 07. siječnja 2013.) u Republici Hrvatskoj ukupno je 82 Prirodnih rezervata.

## Podjela
Prirodni rezervati mogu biti:
- strogi prirodni rezervati
- posebni prirodni rezervati

## Vanjske poveznice
|  | Zajednički poslužitelj ima još gradiva o temi Nature reserves |